# Château de Rheinsberg
Le château de Rheinsberg se trouve dans la commune d'Allemagne de Rheinsberg à une centaine de kilomètres au nord-ouest de Berlin. 
Il est situé dans l'arrondissement de Prignitz-de-l'Est-Ruppin (Brandebourg). Ancienne résidence de jeunesse de Frédéric le Grand, c'est un exemple précoce du rococo frédéricien qui fut pris comme modèle pour Sans-Souci.
Un festival de musique classique et d'opéra y est organisé annuellement et rencontre un grand succès.

## Histoire

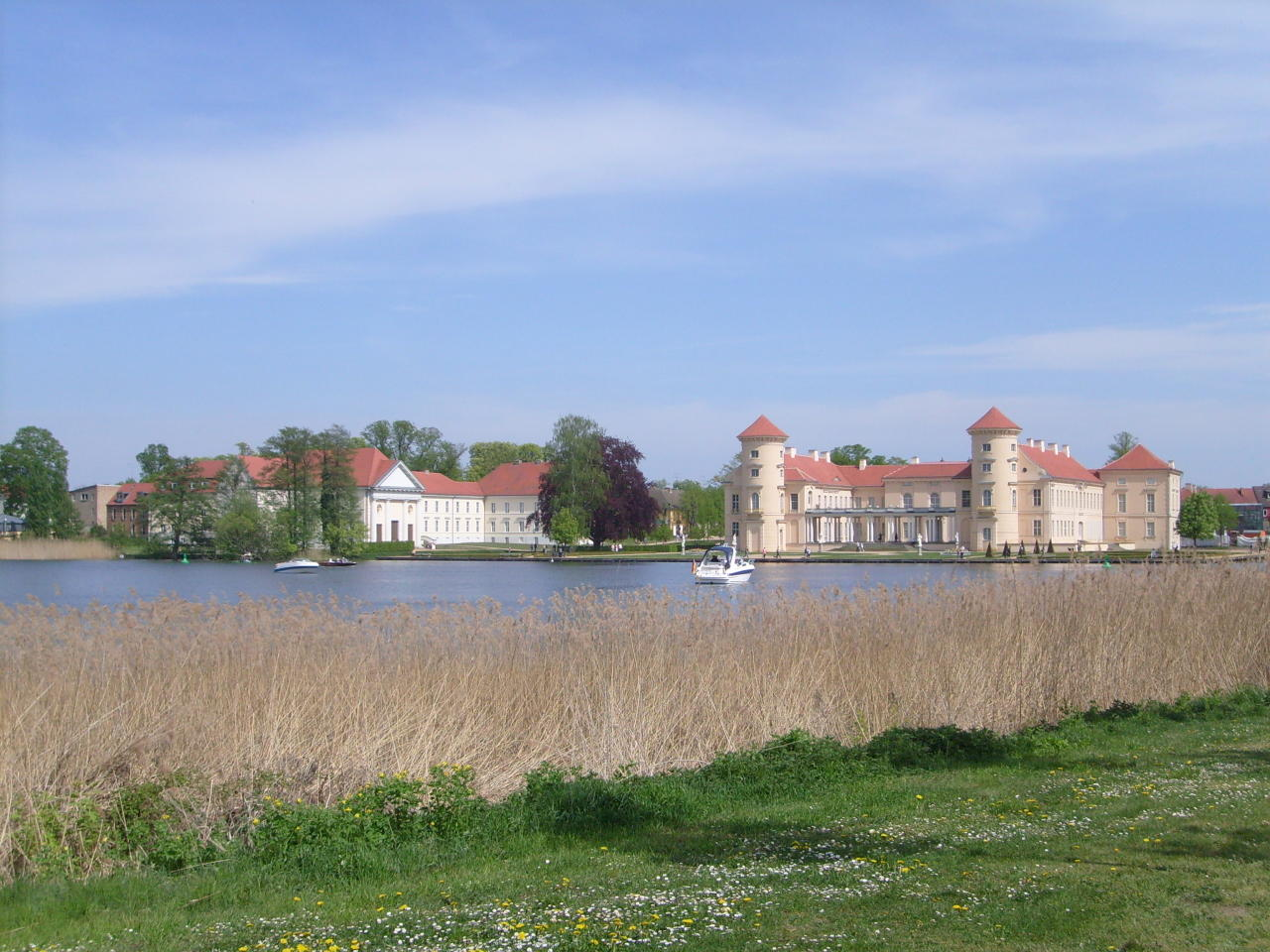
Le château et son théatre.

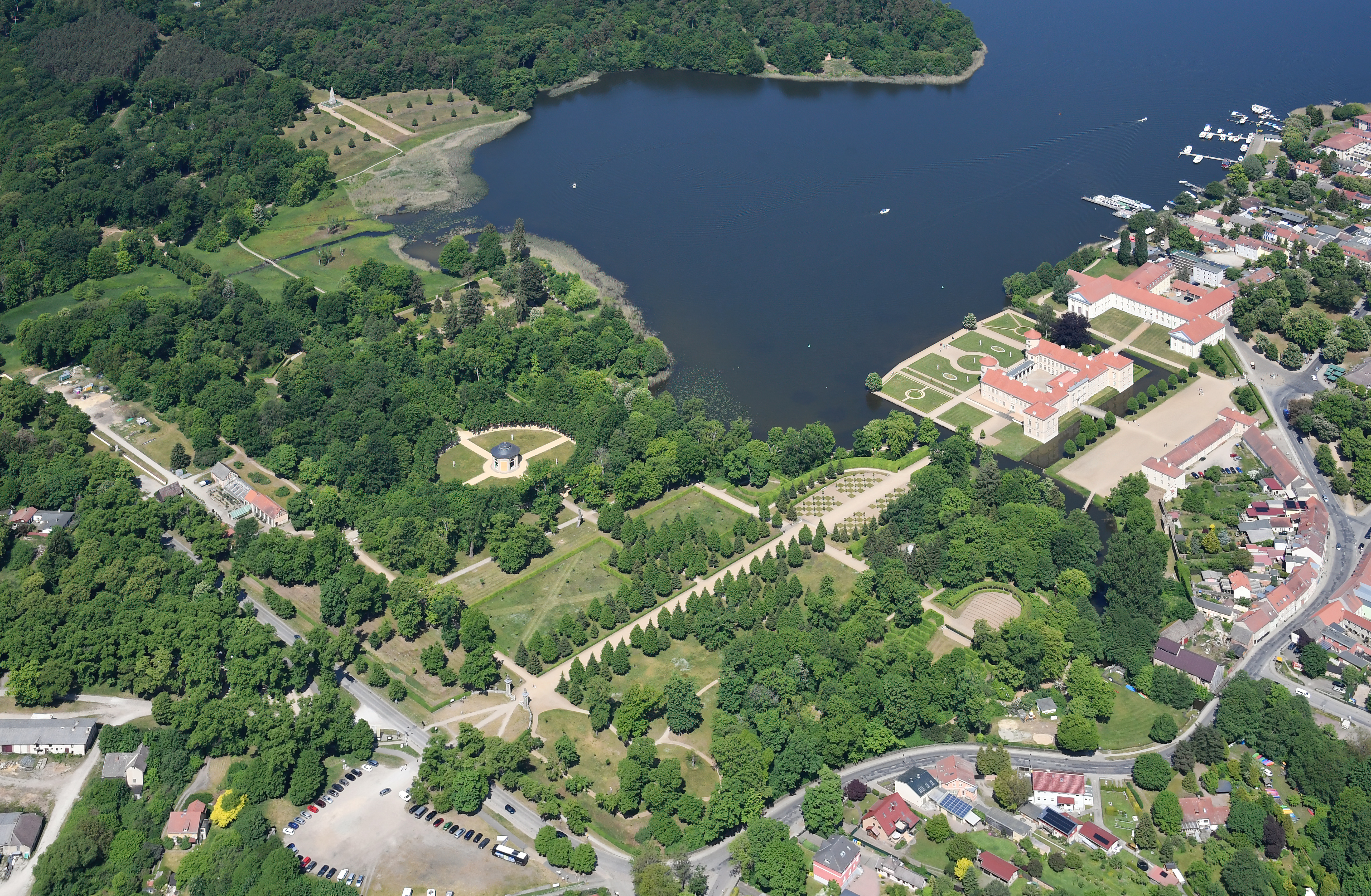
Vue aérienne du château de Rheinsberg et de ses jardins.

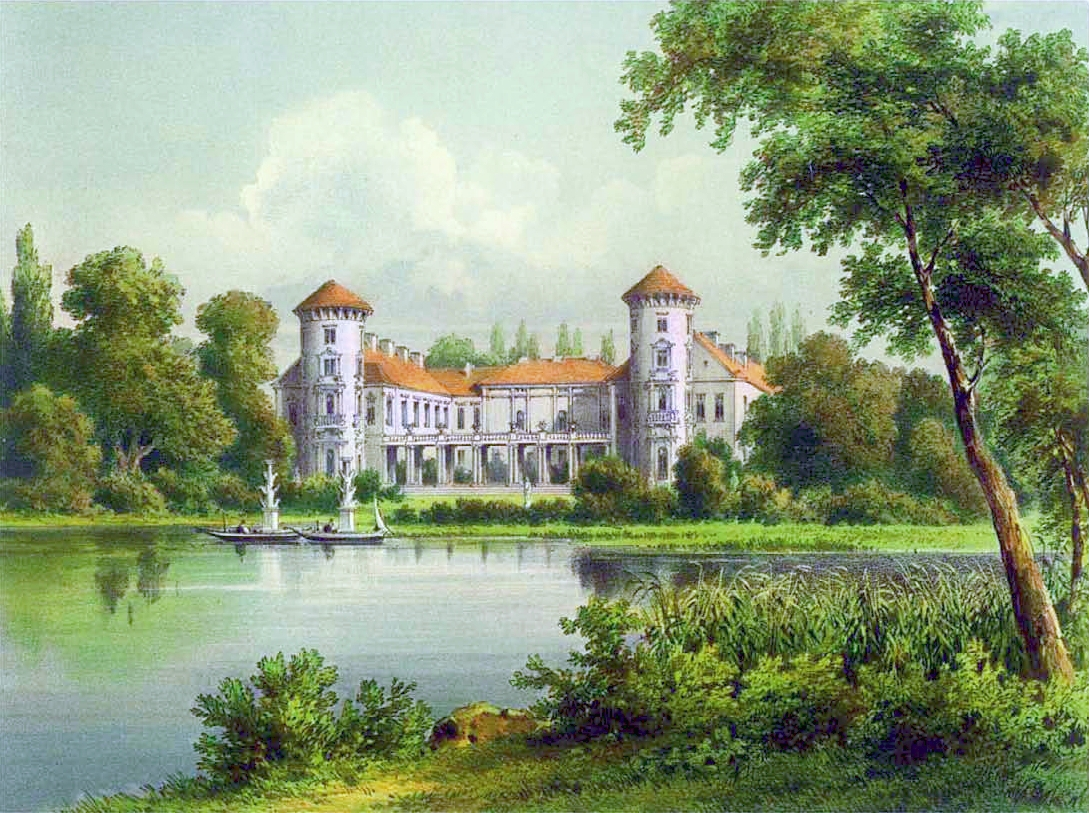
Le château de Rheinsberg en 1857, dans le recueil édité par Alexander Duncker.

Il y avait auparavant, à l'emplacement du château, un Wasserburg. La famille von Bredow fait construire ensuite en 1566 un château Renaissance qui sera gravement endommagé pendant la guerre de Trente Ans.
Kuno von Lochow achète le château en 1618 et il arrive finalement aux mains de Benjamin Chevenix de Béville qui le vend en mars 1734 pour la somme considérable de 75 000 thalers à Frédéric-Guillaume, le roi-sergent.
Il en fait plus tard cadeau à son fils, futur Frédéric II, après son emprisonnement pour s'assurer et le récompenser de sa loyauté. Le prince emménage dans l'aile sud en 1736 avec sa jeune épouse, avant de la délaisser plus tard. Le château est humide et ne correspond pas tout à fait aux goûts du prince mais il lui permet de s'éloigner de la cour de son père tyrannique. Il y fait inscrire sur le portail « Frederico tranquilitatem colenti » et y réunit une société choisie. Il fait appel aux architectes Johann Gottfried Kemmeter, et surtout Georg Wenzelslaus von Knobelsdorff pour le rebâtir. Quelque quatre ans plus tard, il monte sur le trône. Le château, devenu résidence royale secondaire, est surélevé et son aile Est est allongée de vingt-cinq mètres, le roi en faisant l'un des beaux exemplaires du rococo frédéricien.
Frédéric disait à loisir que ses années à Rheinsberg étaient les plus belles années de sa vie.
Il en fait don en 1744 à son frère Henri qui y emménage en 1752 avec son épouse, née princesse Wilhelmine de Hesse-Cassel. Il y demeurera jusqu'à sa mort. Le prince, qui était épris d'art, embellit et agrandit le château et y bâtit un théâtre, ainsi que le parc. Il fait appel en 1786 à Georg Friedrich von Boumann (de) et à Carl Gotthard Langhans. En 1774, il acheta ainsi une propriété à proximité, le Château de Meseberg, pour son intendant et favori Christian Ludwig von Kaphengst (1740–1800). Le prince aima tellement le château qu'il demanda à y être enterré, ce qui fut fait dans le parc sous une pyramide romantique, à l'épitaphe en français, composée par le prince et à demi effacée aujourd'hui.
Theodor Fontane en fait la description dans ses Promenades du Brandebourg et Kurt Tucholsky l'évoque dans son œuvre.
Le château devient une clinique pour diabétiques à l'époque de la République démocratique allemande (RDA). Aujourd'hui c'est un musée, avec une section consacrée à Kurt Tucholsky.

## Bibliographie

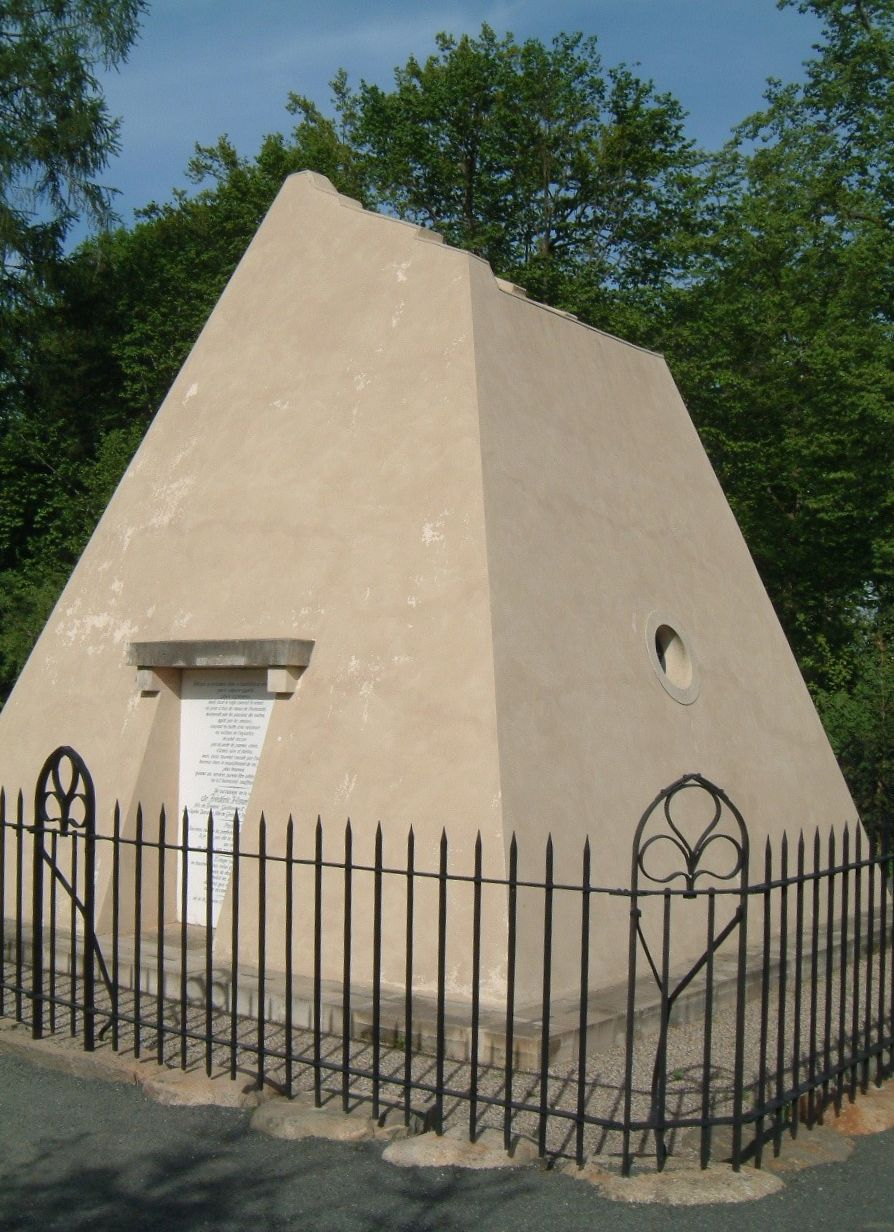
Tombe du prince Henri de Prusse dans le parc.